# Heinrich Fritsch
Heinrich Fritsch (ur. 5 grudnia 1844 w Halle, zm. 12 maja 1915 w Bonn) – niemiecki lekarz położnik i ginekolog. W 1887 rektor Uniwersytetu we Wrocławiu.
Studiował medycynę na uniwersytetach w Tybindze, Würzburgu i Halle. Na uniwersytecie w Halle uzyskał stopień doktora medycyny w 1869 r. Następnie pozostał w Halle jako asystent w klinice położnictwa. W 1877 został profesorem nadzwyczajnym, a w 1882 profesorem i dyrektorem kliniki położniczej we Wrocławiu. W latach 1893–1910 był profesorem na uniwersytecie w Bonn.